# Claudia Cota
Claudia Cota Gamez es una cantante lírica mexicana, con tesitura de soprano lírica ligera. Realiza su labor artística entre México y Argentina

CLAUDIA COTA GAMEZ
SOPRANO LIRICO LIGERO
Soprano Mexicana
Roles operisticos principales:
LA FILLE DU REGIMENT (Argentina)
EL BARBERO DE SEVILLA (Argentina)
RIGOLETTO (en México y Argentina) ,
LA TRAVIATA de Verdi,
DON PASQUALE, 
ELIXIR DE AMOR de Donizzetti, 
EL EMPRESARIO de Mozart. 
LA RONDINE de Puccini (estreno en México 2013) 
VIAGGIO A REIMS Condesa de Folleville.
LA FLAUTA MÁGICA como Pamina.
Y en roles secundarios: 
LA BOHEME de Puccini como MUSETTA 
CARMEN de Bizet como FRASQUITA, 
LA ITALIANA EN ARGEL como Elvira.
MANON de Massenet como POUSSETTE.
DIE FLEDERMAUS, Adele de la opereta de Johann- Strauss, 
Como parte de su repertorio sacro cuenta con obras como:
UN REQUIEM ALEMÁN de Brahams, 
JAUCHZET GOTT IN ALLEN LANDEN de Bach,
EL MESÍAS y ESTHER de Hândel, 
MISA DE CORONACIÓN Y REQUIEM de Mozart. 
CONCIERTO PARA SOPRANO COLORATURA Y ORQUESTA de H. Gliere, 
SINFONÍA ANTARTICA de Ralph Vaughan Williams.
Parte de su discografía contiene: 
10 discos de música sacra 
Voz latina de los personajes de Dream works y Disney:
LA BELLA DURMIENTE Holly day on Ice
BLANCA NIEVES Shrek 3 
EL HADA AZUL Pinocho Disney +
MADAME GARDEROBE La Bella y la Bestia, Disney
CLEA Dr Strange Marbel
Cinthia Erivo Running wild with Bear Grylls S7
Ha sido la protagonista de los musicales: 
EL FANTASMA DE LA OPERA,en México (2000) y Argentina (2009 ) interpretando a Christine Daeé. 
LOS MISERABLES, México (2004)como Cosette. 
LA BELLA Y LA BESTIA, México (2008). PUERI de Antonio Vivaldi.
Recientemente ha presentado con un gran éxito Claudia Cota canta a Mercedes Sosa 
Desde el 2000 es vocal couch, ayudando a cantantes a mejorar su técnica vocal.

## Carrera
Musicales
| Año       | Obra                    | Personaje                 | Teatro                 | Ciudad        |
| --------- | ----------------------- | ------------------------- | ---------------------- | ------------- |
| 1999-2001 | El fantasma de la ópera | Christine Daaé            | Centro Cultural Telmex | México, D. F. |
| 2002-2004 | Los miserables          | Cosette                   | Centro Cultural Telmex | México, D. F. |
| 2007      | La bella y la bestia    | Cover de Bella y ensamble | Centro Cultural Telmex | México, D. F. |
| 2009      | El fantasma de la ópera | Christine Daaé            | Ópera                  | Buenos Aires  |

Ha estado bajo la batuta de los maestros Luis Herrera de la Fuente, Arturo Diemecke, Fernando Lozano Rodríguez, Francisco Savín, Guido María Guida, Imants Resnis. Enrique Barrios, Cesar Tello, Allen Vladimir Gómez, Raúl García, Carlos García Ruiz, Isaac Saúl, Ramón Shade, Mario Rodríguez Taboada, entre otros directores y con las Orquesta Filarmónica de la Ciudad de México, Orquesta Sinfónica Nacional de México, Orquesta Sinfónica de Xalapa, Orquesta Sinfónica de la Universidad de Guanajuato, Orquesta Sinfónica Juvenil de Veracruz, entre otras.
Ópera
Interpretó roles principales y secundarios de las siguientes obras:
- El elixir de amor de Gaetano Donizetti.
- Rigoletto de Giuseppe Verdi,  interpretando a Gilda.[4]
- La Traviata de Giuseppe Verdi, dando vida a Violetta Valery.
- La Bohème de Giacomo Puccini, en el rol de Musseta.
- La italiana en Argel de Gioachino Rossini, en el papel de Elvira.
- El empresario teatral de Wolfgang Amadeus Mozart. De noviembre de 1998 a agosto de 1999, en el Teatro de los Héroes de la Ciudad de Chihuahua.
- Don Pasquale de Gaetano Donizetti.[5]
- Carmen de Georges Bizet, personificando a Frasquita.[6]
- La Rondine de Giacomo Puccini, como Magda de Civry.
- Manon de Jules Massenet, encarnando a Poussette.
- La flauta mágica de Wolfgang Amadeus Mozart, dando vida a Pamina. (versión para niños)

Concierto
Como parte de su repertorio se encuentra:
- Concierto para soprano coloratura y orquesta de Reinhold Glière.
- Un réquiem alemán de Johannes Brahms.
- Misa de la Coronación de Wolfgang Amadeus Mozart.
- Misa de réquiem de Wolfgang Amadeus Mozart.[7]
- Sinfonía Nº 7, Antártica de Ralph Vaughan Williams.
- Jauchzet Gott in allen Landen de Johann Sebastian Bach.
- El Mesías de Georg Friedrich Händel.

## Discografía
- 2006 - Pensamientos de Paz.
- 2007 - Palabras de Vida.
- 2008 - Estaréis tranquilos.
- 2011 - Gozo y Alegría.
- 2014 -  Ruth.

Todos ellos, inspirados en textos bíblicos, con música de Israel Ramírez Sabag y la participación del tenor Aaron Medrano. También grabó un disco para la Universidad de Guanajuato, bajo la dirección del Maestro Mario Rodríguez Taboada, con la Orquesta Sinfónica de la Universidad de Guanajuato e interpretó el Laudate pueri de Antonio Vivaldi.

## Premios y nominaciones
- Primer lugar y Premio a la mejor interpretación de música francesa en el Io Concurso de Canto de la Universidad Veracruzana.
- Primer premio del Curso de alto perfeccionamiento vocal y escénico en Santa Margherita, Italia.
- Tercer lugar en el XV Concurso Nacional de Canto Carlo Morelli.[8]
- Nominado a los Premios Arpa de 2007, en la categoría "Mejor álbum instrumental, clásico o coral", por Pensamientos de Paz.[9]
- Nominado a los Premios Arpa de 2008, en la categoría "Mejor álbum instrumental, clásico o coral", por Palabras de Vida.[10]

## Otras participaciones y actividades
- En octubre de 2002, participó del concierto "In Memoriam" en el Palacio de Bellas Artes, en homenaje a las víctimas del Atentados del 11 de septiembre de 2001, junto al barítono Jesús Suaste, bajo la dirección Enrique Diemecke, y la Orquesta Sinfónica Nacional de México. Como narrador estuvo José María Álvarez y como invitado especial el Coro de Tulsa, de los Estados Unidos.
- Cantó en la entrega de los Premios Arpa de 2008.
- Realizó el doblaje de canto en español del personaje de Blancanieves en la película Shrek tercero.
- Participó del evento "Broadway en Buenos Aires" del ciclo Teatrísimo 2009 a beneficio de la Casa del Teatro.
- En 2017, realizó el doblaje de voz en español del personaje Madame de Garderobe en la versión de La bella y la bestia de Disney.

Docencia
- En el área docente dictó clases de canto en Hermosillo y dio un curso a los cantores de Xcaret en Playa del Carmen.
- Imparte clases de perfeccionamiento de canto en México y Argentina.